# Miquel Paleòleg
Miquel Paleòleg, en grec medieval Μιχαήλ Παλαιολόγος, fou un funcionari i militar de l'Imperi Romà d'Orient de la família dels Paleòlegs, que tenia el títol de sebast. Probablement era fill de Jordi Paleòleg.
Fou desterrat per Joan II Comnè (1118-1143) però fou cridat del seu desterrament amb el següent emperador Manuel I Comnè. Va dirigir les forces militars romanes d'Orient al sud d'Itàlia i va fer amb èxit la guerra contra Guillem I de Sicília. Va morir el 1155 a Bari, ciutat que havia conquerit poc temps abans.